# Santana da Boa Vista
Pour les articles homonymes, voir Santana.
Santana da Boa Vista est une ville brésilienne du Sud-Est de l'État du Rio Grande do Sul, faisant partie de la microrégion des Serras du Sud-Est et située à 293 km au sud-ouest de Porto Alegre, capitale de l'État. Elle se situe à une latitude de 30° 52′ 22″ sud et à une longitude de 53° 06′ 56″ ouest, à une altitude de 306 mètres. Sa population était estimée à 8 569 en 2007, pour une superficie de 1 421 km2.
Les premiers habitants du lieu de l'actuelle Santana da Boa Vista furent les amérindiens Charruas et Minuanos. Plus tard, des Européens fuyant les guerres des environs entre les armées espagnoles et portugaises envahirent le lieu, fin XVIIe - début XVIIIe siècle.
La commune est un des rares lieux du Brésil où se rencontre encore l'oiseau Amazone de Prêtre. On y rencontre aussi l'Amazona vinacea, le toucan, des cervidés, l'alouate et l'émeu.

## Villes voisines
- Cachoeira do Sul
- Encruzilhada do Sul
- Piratini
- Pinheiro Machado
- Bagé
- Caçapava do Sul